# 陳雲 (乾隆進士)
陳雲（?—?），字遠雯，號起溶，順天府宛平縣人。清朝翰林。
陳雲於乾隆五十八年（1793年）中式癸丑科一甲第二名進士（榜眼）。授翰林院編修。後改吏部員外郎。官至安徽廬州府知府。

## 外部連結
- 陳雲 （页面存档备份，存于） 北京市東城區圖書館